# Nierenersatztherapie
Unter dem Begriff Nierenersatztherapie werden alle Behandlungsmöglichkeiten zusammengefasst, die bei weitgehendem oder vollständigem Nierenversagen die ausfallenden Funktionen der Nieren übernehmen. 
Hierzu gehören
- die Hämodialyse,
- die Peritonealdialyse (Bauchfelldialyse) und
- die Nierentransplantation.